# Бичолла
Бичолла Тетрадзе (груз. ბიჭოლა თეთრაძე; род. 5 июля 1988, Тбилиси) — грузинский модельер.

## Биография
Учился в Тбилисской государственной академии изобразительных искусств в Грузии и Центральный колледже искусства и дизайна имени Святого Мартина в Лондоне, Великобритания. В период с 2014 по 2019 год Бичолла был креативным директором итальянского бренда «Isabel Garcia». В настоящее время возглавляет собственный бренд «Bicholla».

## Показы
17 октября 2011 года на Ukrainian Fashion Week представлена весенне-летняя коллекция под брендом ANOUKI BICHOLLA
17 марта 2012 года в рамках Ukrainian Fashion Week состоялся показ коллекции «Осень-зима 2012—2013» под брендом ANOUKI BICHOLLA
13 октября 2013 года в рамках Ukrainian Fashion Week состоялся первый самостоятельный показ коллекции «Весна-лето 2014» бренда Bicholla
19 марта 2014 года в рамках Ukrainian Fashion Week состоялся показ коллекции «Осень-зима 2014—2015» бренда Bicholla
13 Марта 2017 года Бичолла Тетрадзе лично представил на Mercedes-Benz Fashion Week Russia свою коллекцию женской одежды сезона осень-зима 2017—2018 бренда Isabel Garcia